# John McDowell
John Henry McDowell (Boksburg, 7 maart 1942) is een Zuid-Afrikaans filosoof. Hij werd in 1986 professor aan de universiteit van Pittsburgh. Hoewel hij uitgebreid onderzoek heeft gedaan op gebied van metafysica, epistemologie, filosofie van de oudheid en meta-ethiek, is McDowells meest invloedrijke werk geschreven op vlak van de filosofie van de geest en de taalfilosofie. McDowell was een van de drie personen die de 2010 Andrew W. Mellon Foundation's Distinguised Achievement Award heeft mogen ontvangen. McDowell wordt soms, samen met filosofen als Wilfrid Sellars en Robert Brandom, geplaatst onder de 'Pittsburghse school'.

## Filosofie
McDowell heeft gedurende zijn carrière filosofie altijd geïnterpreteerd als iets "therapeutisch" en men moet daarvoor ook "de dingen laten zijn zoals ze zijn". Hij ziet de taak van de filosofie dan ook als het ontwarren van (conceptuele) problemen als schijnproblemen, eerder dan het radicaal herzien van hoe we over de wereld denken of wat we moeten doen. De grootste inspiratiebronnen voor zijn werk zijn Aristoteles, Immanuel Kant, Wilfrid Sellars en Ludwig Wittgenstein. Hoewel zijn achtergrond de analytische filosofie is, overschrijdt hij die grenzen ook door een sterke aandacht voor de geschiedenis van de filosofie en het werk van meer continentale auteurs zoals G.W.F. Hegel. 
Zijn bekendste werk is Mind and World (1994). Hierin staat, zoals de titel al verraadt, de relatie tussen het menselijk denken en de wereld centraal. McDowell vertrekt van een heel kantiaanse problematiek: hoe is rationele kennis over de wereld überhaupt mogelijk? De grote moeilijkheid met deze vraag zit volgens hem in het feit dat vele filosofen vertrekken van de veronderstellingen dat het menselijk denken zelf volledig rationeel is, terwijl ze de wereld opvatten als iets volledig vrij van elke vorm van rationaliteit. De werkelijkheid wordt opgevat als dode, neutrale materie die men ervaart via ervaringen die vrij zouden zijn van alle conceptuele aspecten. 
Oplossingen voor deze problematische relatie die McDowell afwijst zijn een sterk naturalisme (bald naturalism) en een te hard doorgeslagen 'platonisme' (rampant platonism of naturalized platonism). De eerste opvatting vat de gehele werkelijkheid op via wetenschappelijke categorieën, maar hierdoor komt het eerste element van de relatie in het gedrang. In zo'n wetenschappelijk wereldbeeld lijkt geen plaats te zijn voor het menselijk en rationeel subject. De mens zit hier geheel gevangen in het 'rijk van de (natuur)wet' (realm of law) en voor de eigen, niet-causale logica van het denken is geen plaats. Dat vele hedendaagse filosofen toch voor deze optie kiezen, ondanks dit fundamenteel probleem, heeft volgens McDowell te maken met het feit dat ze vallen voor de Myth of the Given. Deze redeneerfout, uitvoeriger beschreven door Wilfrid Sellars, stelt dat er kennis mogelijk zou zijn die tegelijkertijd onafhankelijk is en epistemisch werkzaam. Zo'n fundament moet dus de eigenschappen bezitten dat het zelf geen enkele andere kennis veronderstelt, maar tegelijkertijd wel als fundament kan dienen voor alle andere kennis. Zoiets is volgens Sellars, maar ook McDowell, fundamenteel onmogelijk.
Het platonisme daarentegen legt weer een te eenzijdige nadruk op het andere aspect: het ziet het menselijk denken als een autonome sfeer buiten de werkelijkheid (rampant platonism) of binnen de werkelijkheid (naturalized platonism). Ook hier wordt de wereld zelf gezien als een sfeer, die geheel van elke redelijkheid ontdaan is. Een auteur die McDowell hiermee associeert is Donald Davidson, die stelde dat: "nothing can count as a reason for holding a belief except another belief." De rol van waarneming wordt hier gereduceerd tot het louter oorzakelijk inwerken op het denken, maar zonder enige rol in de rechtvaardiging van kennis.
Zelf pleit McDowell voor een alternatief waarbinnen de werkelijkheid niet meer zo reductionistisch benaderd wordt. Hij verwoordt dit door het omdraaien van de bekende stelling van Max Weber: er is nood aan een zekere mate van "herbetovering van de wereld." Men moet de (kennis)relatie tussen mens en wereld opvatten als steeds bemiddeld door rationele concepten en het model van de realm of law verwerpen. In contrast daarmee hanteert hij een term van Sellars, namelijk de space of reasons, die hij echter uitbreid tot voorbij het denken zelf. De werkelijkheid zit zelf op een bepaalde manier in deze redelijke ruimte vervat. McDowell ziet de perceptuele ervaring dan ook niet als een proces los van elk denken en elk concept, maar steeds bemiddeld door kennis die men reeds bezit. Kennis van objecten of hun eigenschappen komt juist tot stand doordat we al kennis hebben van andere (contrasterende) objecten en kwaliteiten. In die zin spreekt hij ook wel van een direct realisme omtrent perceptuele ervaring: wat we ervaren van de werkelijkheid is de rationele werkelijkheid zelf en niet een soort geconstrueerde versie ervan via denk- en taalstructuren. Zo'n stelling is voor McDowell betekenisloos.
Dat de mens de wereld steeds benadert vanuit en binnen deze space of reasons ziet McDowell ook niet als een soort a priori gegeven of uniek menselijke eigenschap die in de 'essentie' van de mens vervat zit. Eerder dan dat, stelt McDowell, geïnspireerd door het werk van Aristoteles en Hans-Georg Gadamer, dat de opname van de mens in deze space of reasons verkregen wordt als 'tweede natuur' (second nature) door cultuur en onderwijs.
McDowells standpunten worden sterk bekritiseerd en zijn schrijfstijl staat bekend als moeilijk te doorgronden (onder meer vanwege een sterk kantiaanse terminologie). Hij wordt soms ook verweten te vervallen in een problematisch idealisme waarin de werkelijkheid enkel zou bestaan binnen het menselijk denken. Filosofen waarmee McDowell in debat is gegaan zijn onder meer Charles Travis (over de rationaliteit van perceptuele ervaring) en Hubert Dreyfus (over de vraag of de relatie tot de wereld al dan niet rationeel of 'prerationeel' is).